# Buzz! The Music Quiz
Buzz! The Music Quiz è uno dei giochi che fanno uso dei Buzzer-Buzz! ed è il primo dei giochi a quiz videoludico della saga di casa Sony.

## Round del gioco

### Sommapunti
Il round iniziale è molto facile e aiuta ad acquistare alcuni punti per poi proseguire nel gioco (vengono usati i tasti colorati del Buzzer-Buzz!).

### Associazioni
Questo round fa uso esclusivamente del tasto rosso del Buzzer-Buzz!. Il concorrente deve scegliere tra le varie opzioni che compaiono sullo schermo, la risposta che più si avvicina alla domanda.

### Speedy Buzzer
In questo round che fa uso dei tasti colorati il primo che risponde esatto ottiene 400 punti, il secondo 300, il terzo 200 e il quarto 100.

### Scaricabarile
In questo round chi si prenota (col tasto rosso) deve passare la domanda ad un altro concorrente che presume non sappia rispondere; il concorrente scelto deve rispondere con i tasti colorati.

### Passa La Bomba
Parte un giocatore, si risponde con i tasti colorati, lo scopo del round è quello di rispondere esatto alle domande per passare la "bomba" (che fa perdere parecchi punti) al giocatore successivo.

### Rubapunti
In questo round il concorrente deve rispondere esatto per poi rubare punti ad un altro giocatore.

### Buzz Stop
È uguale ad Associazioni, ma in questo round chi preme il Buzzer rosso quando si accende sul proprio controller, può decidere se dare lui stesso/lei stessa la risposta alla domanda, o passarla ad un altro giocatore.

### Fuoco Rapido
È il round finale dove i concorrenti devono interrompere lo scorrere della domanda e delle opzioni di risposta il più presto possibile o, almeno, prime degli altri (con il tasto rosso); e poi rispondere (con i tasti colorati).